# Doederleinia
Doederleinia är ett släkte av fiskar. Doederleinia ingår i familjen Acropomatidae.
Kladogram enligt Catalogue of Life:
| Doederleinia | \| \| Doederleinia berycoides \| \| \| \| \| \| Doederleinia gracilispinis \| \| \| \| |
|              | \| \| Doederleinia berycoides \| \| \| \| \| \| Doederleinia gracilispinis \| \| \| \| |
|              | Acropoma                                                                               |
|              |                                                                                        |
|              | Apogonops                                                                              |
|              |                                                                                        |
|              | Malakichthys                                                                           |
|              |                                                                                        |
|              | Neoscombrops                                                                           |
|              |                                                                                        |
|              | Synagrops                                                                              |
|              |                                                                                        |
|              | Verilus                                                                                |
|              |                                                                                        |
|              | Doederleinia berycoides                                                                |
|              |                                                                                        |
|              | Doederleinia gracilispinis                                                             |
|              |                                                                                        |

|  | Doederleinia berycoides    |
|  |                            |
|  | Doederleinia gracilispinis |
|  |                            |